# Masracetus markgrafi
Il masraceto (Masracetus markgrafi) è un cetaceo estinto, appartenente ai basilosauridi. Visse nell'Eocene superiore (Priaboniano, circa 37 - 34 milioni di anni fa) e i suoi resti fossili sono stati ritrovati in Egitto.

## Descrizione
Questo animale è noto per resti fossili incompleti, che tuttavia permettono di ricostruire almeno parzialmente l'animale. Masracetus doveva essere un cetaceo di grandi dimensioni, lungo forse 15 metri, dotato di un corpo allungato e probabilmente di una testa lunga con denti triangolari muniti di denticoli. Rispetto ad altri animali simili come Cynthiacetus e Dorudon, Masracetus se ne differenzia per le maggiori dimensioni e per la forma delle vertebre lombari. Queste erano grandi ma relativamente brevi rispetto alla loro altezza e larghezza. I centri delle vertebre avevano quasi il diametro (larghezza e altezza) di quelle del grande Basilosaurus isis, ma i centri di Masracetus erano lunghi meno della metà dei centri di quest'ultimo. Le vertebre di Masracetus sono molto simili a quelle di "Zeuglodon" brachyspondylus, ma di dimensioni minori e più strette. Rispetto all'affine Cynthiacetus, Masracetus era più grande e dotato di una zona lombare più corta.

## Classificazione
I fossili di Masracetus vennero scoperti tra il 1904 e il 1905 da Richard Markgraf, nei pressi di Dimeh in Egitto (El Fayum) nella formazione Birket Qarun, e vennero poi descritti nel 1908 da Ernst Stromer, il quale li ascrisse al genere Zeuglodon. Solo nel 2007, con lo studio di altri fossili ritrovati nella zona di Wadi Hitan (Egitto), Philip Gingerich riconobbe che i resti appartenevano a un genere fino a quel momento sconosciuto di grandi cetacei basilosauridi, e coniò il nome Masracetus markgrafi.
Masracetus è evidentemente un membro dei dorudontini, un gruppo di basilosauridi caratterizzati da corpi compatti e vertebre corte; tra questi, Masracetus era probabilmente il più grande e uno dei più derivati.